# مرگ‌ها در ژانویه ۲۰۱۹
مرگ‌ها در ژانویه ۲۰۱۹ (به انگلیسی: Deaths in February 2019) آنچه در پی می‌آید فهرست افراد سرشناسی است که در ژانویه ۲۰۱۹ درگذشته‌اند.
- در هر عنوان به‌ترتیب نام شخص، سن، ملیت، دلیل سرشناسی، علت مرگ، و منبع آمده‌است.

## ژانویه ۲۰۱۹

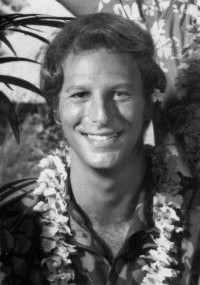
باب اینشتین

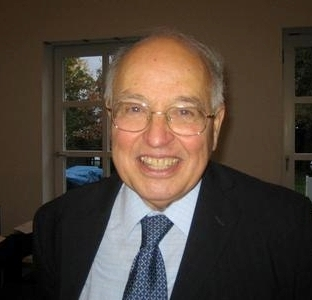
مایکل عطیه

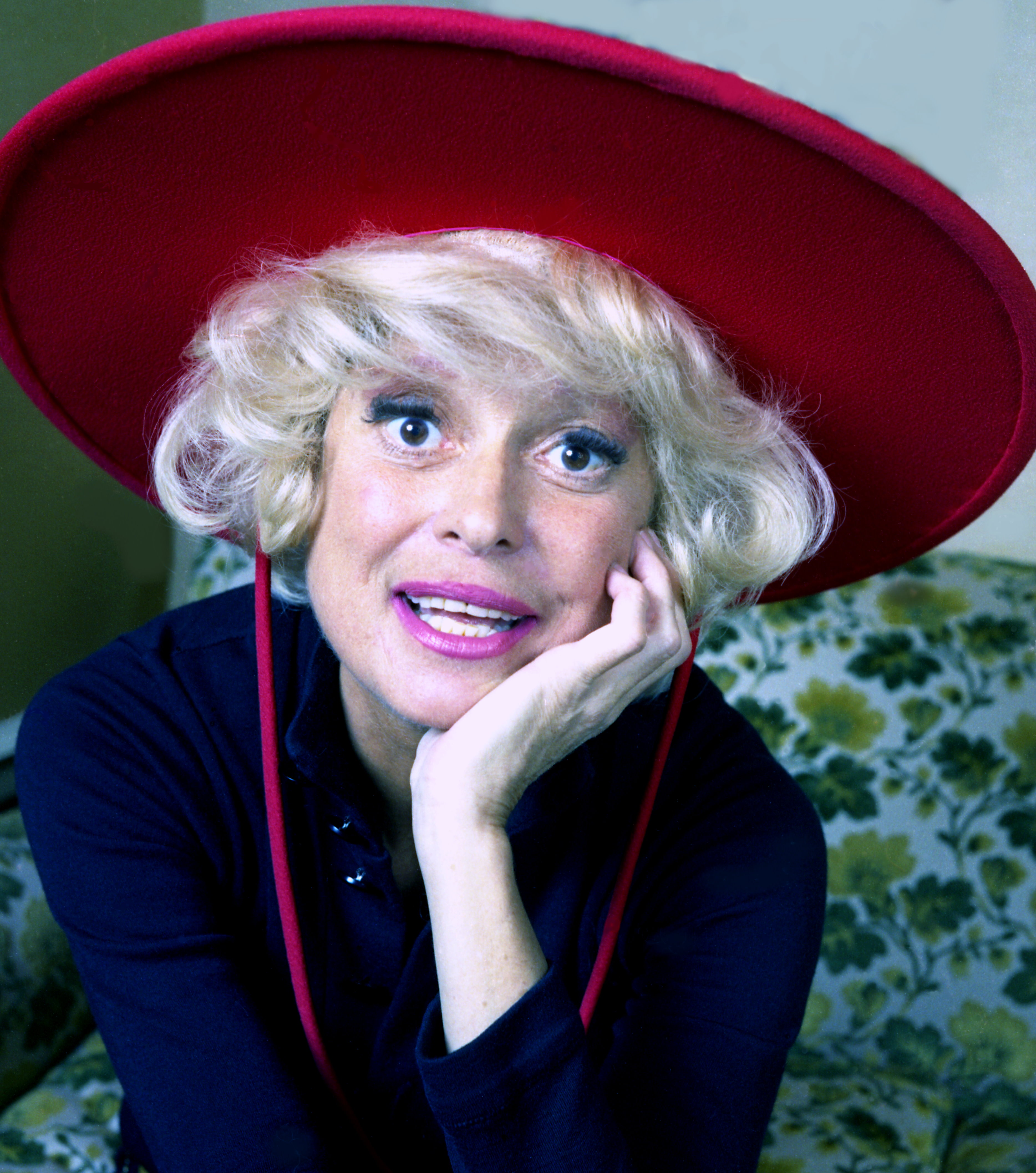
کارول چانینگ

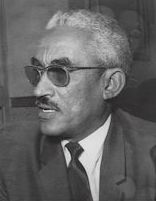
بابکر عوض الله

- ایوان دیمیتروف، ۸۳، بازیکن فوتبال اهل بلغارستان.
- باب اینشتین، ۷۶، هنرپیشه، تهیه‌کننده فیلم، و طنزنویس اهل ایالات متحده آمریکا.
- قادرخان، ۸۱، بازیگر، کمدین، فیلمنامه‌نویس و کارگردان اهل کشور هند.[۱]
- برنیس سندلر، ۹۰، فعال حقوق زنان اهل ایالات متحده آمریکا.
- موشه آرنس، ۹۳، مهندس مکانیک پرواز و پژوهشگر و دیپلمات و سیاستمدار اهل اسرائیل.
- بیژن سمندر، ۷۷، شاعر، ترانه‌سرا و نوازنده اهل ایران.[۲]
- ورنا بلوم، ۷۹، هنرپیشه اهل ایالات متحده آمریکا.
- مایکل عطیه، ۸۹، ریاضی‌دان بریتانیایی.
- جیمی روزنتال، ۸۲، سیاستمدار هندوراسی.
- پاول آداموویچ، ۵۳، وکیل و سیاستمدار لهستانی.
- کارول چانینگ، ۹۷، هنرپیشه اهل ایالات متحده آمریکا.
- بابکر عوض الله، ۱۰۱، سیاستمدار اهل سودان.
- هنری سای، ۹۴، کارآفرین، سرمایه‌دار و مدیر ارشد اجرایی فیلیپینی چینی‌تبار.
- کی بالارد، ۹۳، هنرپیشه و خواننده اهل ایالات متحده آمریکا.
- آنری د اورلئان، کنت پاریس، ۸۵، سیاست‌مدار، و نویسنده اهل فرانسه.
- امیلیانو سالا، ۲۸، بازیکن فوتبال اهل آرژانتین.
- یوناس مکاس، ۹۶، کارگردان، شاعر و نویسنده اهل لیتوانی.
- دوشان ماکاویو، ۸۶، فیلمنامه‌نویس و کارگردان اهل صربستان.
- میشل لوگران، ۸۶، نوازنده پیانو و آهنگساز ارمنی‌تبار اهل فرانسه.
- جیمز اینگرام، ۶۶، موسیقی‌دان اهل ایالات متحده آمریکا.
- محمدنبی حبیبی، ۷۳، دبیرکل حزب مؤتلفه.
- دیک میلر، ۹۰، هنرپیشه، صدا پیشه و فیلم‌نامه‌نویس اهل ایالات متحده آمریکا.